# NGC 1616
NGC 1616 é uma galáxia espiral (Sbc) localizada na direcção da constelação de Caelum. Possui uma declinação de -43° 42' 54" e uma ascensão recta de 4 horas, 32 minutos e 41,9 segundos.
A galáxia NGC 1616 foi descoberta em 24 de Outubro de 1835 por John Herschel.